# Campeonato Argentino de Futebol de 1906
O Campeonato Argentino de Futebol de 1906, originalmente denominado Copa Campeonato 1906, foi organizado pela Argentine Association Football League. O certame foi disputado entre 3 de junho e 30 de agosto. O campeão foi o Alumni, vencedor do Grupo B, que derrotou na final do campeonato o vencedor do Grupo A, o Lomas Athletic. O Alumni conquistou o seu sexto título de campeão argentino.

## Grupo A
| Pos | Equipes             | Pts | J  | V | E | D | GM | GS | SG  |
| --- | ------------------- | --- | -- | - | - | - | -- | -- | --- |
| 1.  | Lomas Athletic      | 15  | 10 | 7 | 1 | 2 | 23 | 14 | +9  |
| 2.  | San Martín Athletic | 12  | 10 | 5 | 2 | 3 | 17 | 9  | +8  |
| 3.  | Estudiantes (BA)    | 12  | 10 | 6 | 0 | 4 | 22 | 19 | +3  |
| 4.  | San Isidro          | 10  | 10 | 5 | 0 | 5 | 23 | 22 | +1  |
| 5.  | Reformer            | 8   | 10 | 4 | 0 | 6 | 30 | 22 | +8  |
| 6.  | Barracas Athletic   | 1   | 10 | 1 | 1 | 8 | 8  | 37 | -29 |

## Grupo B
| Pos | Equipes               | Pts | J | V | E | D | GM | GS | SG  |
| --- | --------------------- | --- | - | - | - | - | -- | -- | --- |
| 1.  | Alumni                | 14  | 8 | 7 | 0 | 1 | 28 | 6  | +22 |
| 2.  | Quilmes               | 12  | 8 | 6 | 0 | 2 | 26 | 13 | +13 |
| 3.  | Belgrano Athletic     | 10  | 8 | 5 | 0 | 3 | 23 | 15 | +8  |
| 4.  | Argentino de Quilmes  | 2   | 8 | 1 | 0 | 7 | 5  | 19 | -14 |
| 4.  | Belgrano Athletic "B" | 2   | 8 | 1 | 0 | 7 | 9  | 38 | -29 |

## Final
| Final               | Final     | Final               | Final                | Final        | Final |
| Ganhador do Grupo A | Resultado | Ganhador do Grupo B | Estádio              | Data         |       |
| ------------------- | --------- | ------------------- | -------------------- | ------------ | ----- |
| Lomas Athletic      | 0 - 4     | Alumni              | Hipódromo de Palermo | 7 de outubro |       |

## Premiação
| Campeonato Argentino de Futebol de 1906 |
| --------------------------------------- |
| Alumni Campeão (6° título)              |

## Bibliografía
- Estévez, Diego (2010). 38 Campeones del fútbol argentino 1891-2010. [S.l.]: Ediciones Continente. ISBN 978-950-754-301-2